# Grupo de extermínio
Grupo de extermínio é um grupo de matadores de aluguel que atuam nas periferias das grandes cidades brasileiras e que correspondem aos jagunços do interior do país.
Os grupos de extermínio surgem quase sempre na ausência ou leniência do poder público, e contam muitas vezes com a simpatia de comerciantes e moradores de comunidades pobres, pois, supostamente, manteriam marginais mais perigosos afastados (quando não os eliminam fisicamente).
Os grupos de extermínio são bastante atuantes no Nordeste do Brasil, mas estão presentes em praticamente todas as grandes periferias do país, inclusive em São Paulo e Rio de Janeiro (notadamente na Baixada Fluminense), local que tem uma forte presença da milícia.
A ação destas quadrilhas já foi alvo de investigações por parte da Comissão de Direitos Humanos da Câmara Federal. Seu desmantelamento, contudo, é dificultado pelo fato de terem quase sempre ligações com as polícias locais e o medo de eventuais testemunhas de seus crimes, as quais, quase sempre se recusam a testemunhar contra eles em juízo.